# 蕭皇后 (遼穆宗)
萧皇后（10世纪?—?），辽穆宗耶律璟皇后。
她是内供奉翰林承旨萧知璠的女儿，从姓氏推测，出于契丹萧姓，但具体家系不详。蔡美彪指出，她绝非出于契丹萧姓中，遼穆宗母蕭溫的述律氏家族。《契丹國志·后妃傳》称她为“幽州厌次人”。唐代厌次县属棣州，在今山东省惠民县。“厌次”推测为幽州安次县之误:45。
萧氏出生时有云气馥郁，年幼就遵守礼仪。耶律璟为寿安王时，纳萧氏为王妃。天禄五年（951年），丈夫辽穆宗即位，萧氏正位中宫。辽穆宗喜欢亲手杀人、爱好打猎，却经常酗酒，天亮才睡，中午才醒，长时期不理朝政，人称之为“睡王”。萧皇后性格柔婉，不能规劝皇帝，并且没有儿子。